# Населення Болгарії
Населення Болгарії. Чисельність населення країни 2015 року становила 7,186 млн осіб (101-ше місце у світі). Чисельність болгар стабільно зменшується, народжуваність 2015 року становила 8,92 ‰ (210-те місце у світі), смертність — 14,44 ‰ (3-тє місце у світі), природний приріст — -0,58 % (225-те місце у світі) . 

## Природний рух
Населення Болгарії порівняно з 1988 роком скоротилося більше ніж на 1,5 млн (з 8,98 млн) як за рахунок природного так і за рахунок міграційного скорочення. За базовим варіантом прогнозу чисельність населення Болгарії до 2020 року скоротиться до 7,137 млн осіб (7,22 млн осіб за високим варіантом прогнозу, 7,095 млн осіб за низьким), до 2040 року до 6,30 млн осіб (6,63 млн осіб за високим варіантом прогнозу, 6,134 млн осіб за низьким), до 2060 року до 5,475 млн осіб (6,09 млн осіб за високим варіантом прогнозу, 5,19 млн осіб за низьким).

### Відтворення
Народжуваність у Болгарії, станом на 2015 рік, дорівнює 8,92 ‰ (210-те місце у світі); 2008 року — 10,2 ‰. Коефіцієнт потенційної народжуваності 2015 року становив 1,45 дитини на одну жінку (204-те місце у світі); 2008 року — 1,48. Рівень застосування контрацепції 69,2 % (станом на 2007 рік). Середній вік матері при народженні першої дитини становив 26,3 року (оцінка на 2011 рік).
Смертність у Болгарії 2015 року становила 14,44 ‰ (3-тє місце у світі); 2008 року — 14,5 ‰. Смертність в селах майже вдвічі вища (20,4 ‰, ніж у містах (12,1 ‰).
Природний приріст населення в країні 2015 року був негативним і становив -0,58 % (депопуляція) (225-те місце у світі).

### Вікова структура

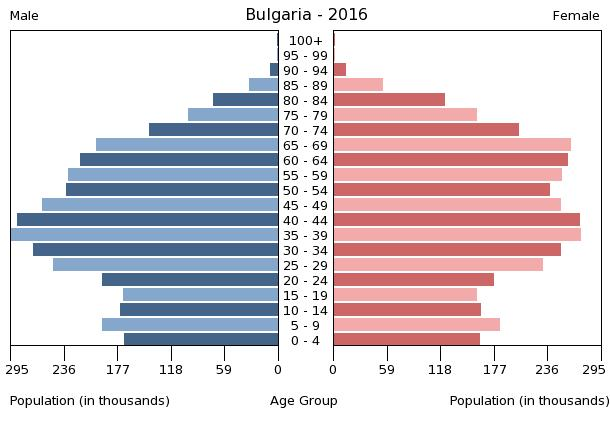
Віково-статева піраміда населення Болгарії, 2016 рік

Середній вік населення Болгарії становить 42,4 року (25-те місце у світі): для чоловіків — 40,6, для жінок — 44,5 року. Очікувана середня тривалість життя 2015 року становила 74,39 року (120-те місце у світі), для чоловіків — 71,05 року, для жінок — 77,93 року; 2008 року ці показники дорівнювали 72,82, 69,22 і 76,66 року, відповідно.
Вікова структура населення Болгарії, станом на 2015 рік, виглядає таким чином:
- діти віком до 14 років — 14,53 % (538 266 чоловіків, 505 927 жінок);
- молодь віком 15-24 роки — 9,95 % (373 340 чоловіків, 341 507 жінок);
- дорослі віком 25-54 роки — 43,35 % (1 598 130 чоловіків, 1 517 744 жінки);
- особи передпохилого віку (55-64 роки) — 13,45 % (451 841 чоловік, 514 696 жінок);
- особи похилого віку (65 років і старіші) — 18,72 % (547 887 чоловіків, 797 555 жінок)[1].

### Шлюбність— розлучуваність
Коефіцієнт шлюбності, тобто кількість шлюбів на 1 тис. осіб за календарний рік, дорівнює 3,2; коефіцієнт розлучуваності — 1,5; індекс розлучуваності, тобто відношення шлюбів до розлучень за календарний рік — 47 (дані за 2010 рік). Середній вік, коли чоловіки беруть перший шлюб дорівнює 30,3 року, жінки — 26,9 року, загалом — 28,6 року (дані за 2014 рік).

## Розселення
Густота населення країни 2015 року становила 65,9 особи/км² (144-те місце у світі). Населення країни розподілене досить рівномірно, з дещо підвищеною густотою навколо великих міст.

### Урбанізація
Болгарія високоурбанізована країна. Рівень урбанізованості становить 73,9 % населення країни (станом на 2015 рік), темпи зменшення частки міського населення — 0,31 % (оцінка тренду за 2010—2015 роки).
Головні міста держави: Софія (столиця) — 1,226 млн осіб (дані за 2015 рік).
Співвідношення міського і сільського населення за даними переписів
| Перепис | Міське населення | %     | Сільське населення | %     |
| ------- | ---------------- | ----- | ------------------ | ----- |
| 1887    | 593 547          | 18,8  | 2 560 828          | 81,2  |
| 1892    | 652 328          | 19,7  | 2 658 385          | 80,3  |
| 1900    | 742 435          | 19,83 | 3 001 848          | 80,17 |
| 1910    | 829 522          | 19,13 | 3 507 991          | 80,87 |
| 1920    | 966 375          | 19,94 | 3 880 596          | 80,06 |
| 1934    | 1 302 551        | 21,43 | 4 775 388          | 78,57 |
| 1946    | 1 735 188        | 24,68 | 5 294 161          | 75,32 |
| 1956    | 2 556 071        | 33,57 | 5 057 638          | 66,43 |
| 1965    | 3 822 824        | 46,46 | 4 405 042          | 53,54 |
| 1975    | 5 061 087        | 57,99 | 3 666 684          | 42,01 |
| 1985    | 5 799 939        | 64,81 | 3 148 710          | 35,19 |
| 1992    | 5 704 552        | 67,21 | 2 782 765          | 32,79 |
| 2001    | 5 474 534        | 68,98 | 2 454 367          | 31,02 |
| 2011    | 5 339 001        | 72,5  | 2 025 569          | 27,5  |

### Міграції
Річний рівень еміграції 2015 року становив 0,29 ‰ (126-те місце у світі). Цей показник не враховує різниці між законними і незаконними мігрантами, між біженцями, трудовими мігрантами та іншими.

#### Біженці й вимушені переселенці
Станом на 2015 рік, в країні постійно перебуває 13,82 тис. біженців з Сирії. За приблизними оцінками влітку 2016 року до країни прибуло додатково 41,57 тис. біженців з Сирії.
У країні перебуває 67 осіб без громадянства.
Болгарія є членом Міжнародної організації з міграції (IOM).

## Расово-етнічний склад

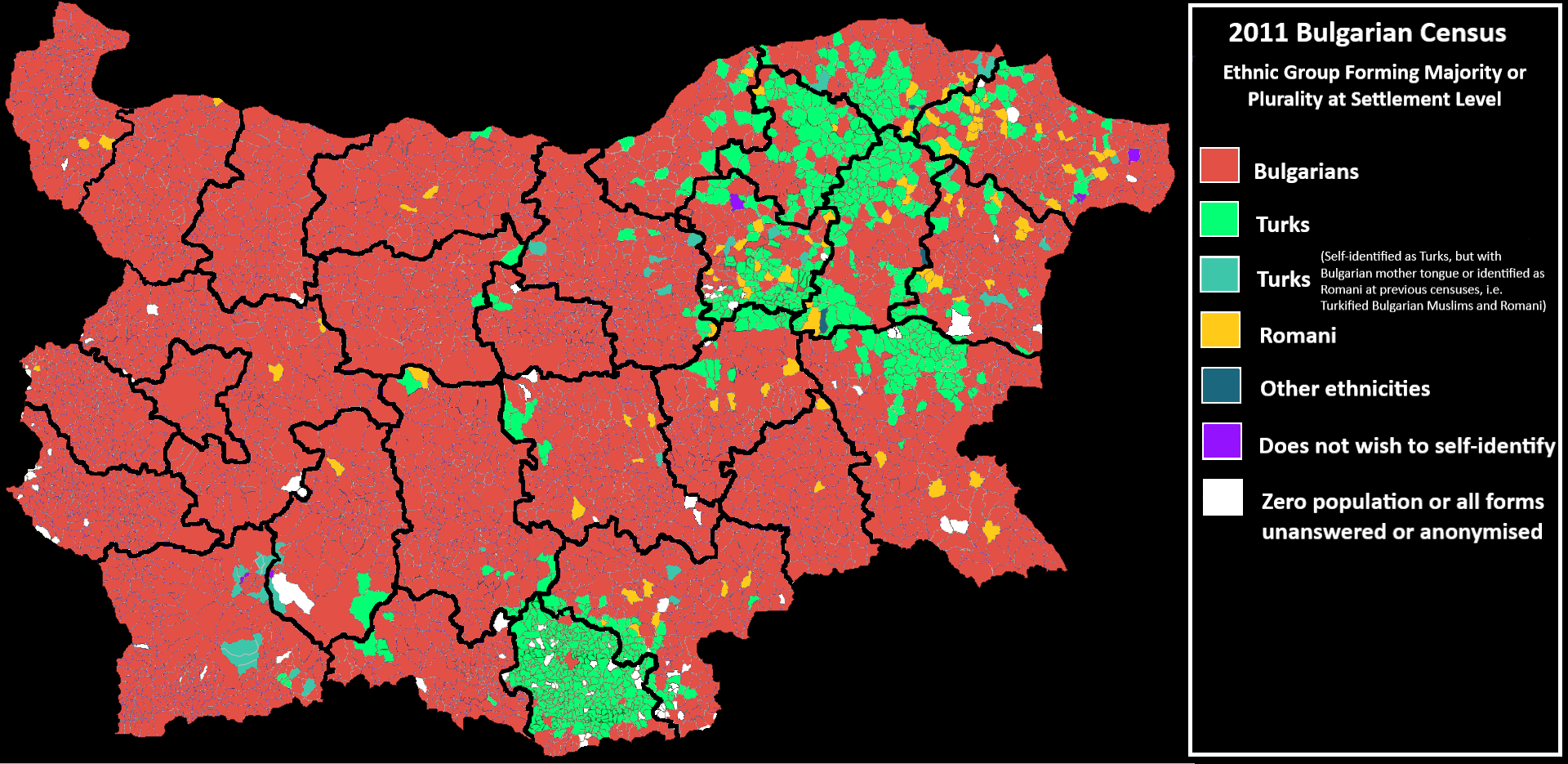
Етнічна карта Болгарії на рівні поселення, перепис 2011 року

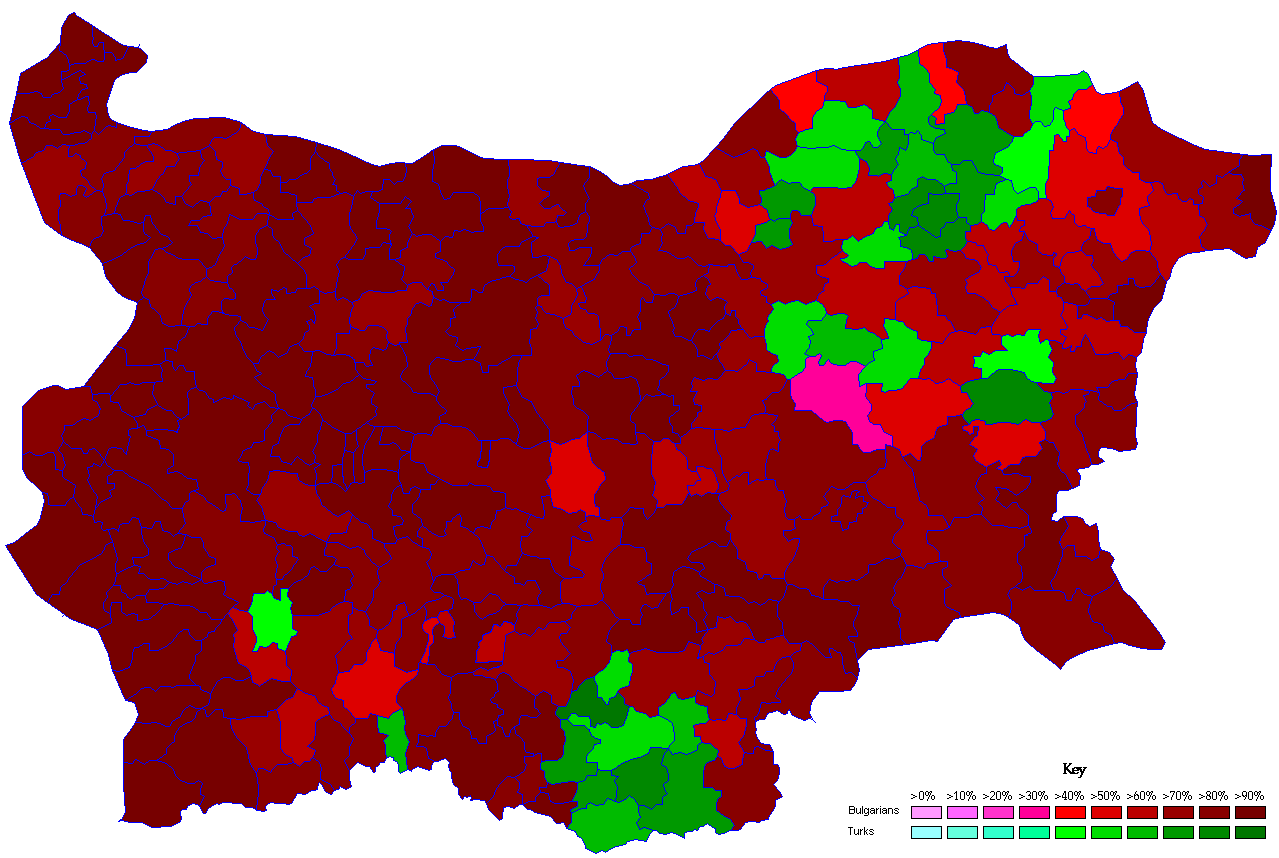
Етнічна карта Болгарії на муніципальному рівні, перепис 2011 року

| Етнічний склад (2011 рік) | Етнічний склад (2011 рік) | Етнічний склад (2011 рік) | Етнічний склад (2011 рік) | Етнічний склад (2011 рік) |
| ------------------------- | ------------------------- | ------------------------- | ------------------------- | ------------------------- |
| Етнос:                    |                           |                           | Відсоток:                 |                           |
| болгари                   | болгари                   |                           | 76.9%                     | 76.9%                     |
| турки                     | турки                     |                           | 8%                        | 8%                        |
| цигани                    | цигани                    |                           | 4.4%                      | 4.4%                      |
| інші                      | інші                      |                           | 10.7%                     | 10.7%                     |

Головні етноси країни: болгари — 76,9 %, турки — 8 %, цигани — 4,4 %, росіяни, вірмени і румуни разом — 0,7 %, інші — 10 % населення (оціночні дані за 2011 рік).
Національний склад областей за переписом 2011 року
| Область          | Болгари | Турки | Цигани |
| ---------------- | ------- | ----- | ------ |
| Благоєвградська  | 89 %    | 6 %   | 3 %    |
| Бургаська        | 80 %    | 13 %  | 5 %    |
| Добрицька        | 75 %    | 13 %  | 9 %    |
| Габровська       | 92 %    | 6 %   | 1 %    |
| Хасковська       | 79 %    | 13 %  | 7 %    |
| Кирджалійська    | 30 %    | 66 %  | 1 %    |
| Кюстендильська   | 93 %    | 0 %   | 6 %    |
| Ловецька         | 91 %    | 3 %   | 4 %    |
| Монтанська       | 86 %    | 0 %   | 13 %   |
| Пазарджицька     | 84 %    | 6 %   | 8 %    |
| Перницька        | 96 %    | 0 %   | 3 %    |
| Плевенська       | 91 %    | 4 %   | 4 %    |
| Пловдивська      | 87 %    | 6 %   | 5 %    |
| Разградська      | 43 %    | 50 %  | 5 %    |
| Русенська        | 81 %    | 13 %  | 4 %    |
| Шуменська        | 59 %    | 30 %  | 8 %    |
| Сілістринська    | 57 %    | 36 %  | 5 %    |
| Сливенська       | 77 %    | 10 %  | 12 %   |
| Смолянська       | 91 %    | 5 %   | 0 %    |
| Софія            | 96 %    | 1 %   | 2 %    |
| Софійська        | 91 %    | 0 %   | 7 %    |
| Старозагорська   | 86 %    | 5 %   | 8 %    |
| Тирговиштська    | 55 %    | 36 %  | 7 %    |
| Варненська       | 87 %    | 7 %   | 3 %    |
| Великотирновська | 90 %    | 7 %   | 2 %    |
| Видинська        | 91 %    | 0 %   | 8 %    |
| Врачанська       | 93 %    | 0 %   | 6 %    |
| Ямбольська       | 87 %    | 3 %   | 8 %    |

## Мови
| Мови Болгарії (2011 рік) | Мови Болгарії (2011 рік) | Мови Болгарії (2011 рік) | Мови Болгарії (2011 рік) | Мови Болгарії (2011 рік) |
| ------------------------ | ------------------------ | ------------------------ | ------------------------ | ------------------------ |
| Мова:                    |                          |                          | Відсоток:                |                          |
| болгарська               | болгарська               |                          | 76.8%                    | 76.8%                    |
| турецька                 | турецька                 |                          | 8.2%                     | 8.2%                     |
| циганська                | циганська                |                          | 3.8%                     | 3.8%                     |
| інші                     | інші                     |                          | 10.5%                    | 10.5%                    |

Офіційна мова: болгарська, нею володіє 76,8 % населення країни. Використовується також турецька — 8,2 %, циганська — 3,8 %, інші — 10,5 % (дані на 2011 рік). Болгарія, як член Ради Європи, не підписала Європейську хартію регіональних мов.

## Релігії
| Релігії в Болгарії (2009 рік) | Релігії в Болгарії (2009 рік) | Релігії в Болгарії (2009 рік) | Релігії в Болгарії (2009 рік) | Релігії в Болгарії (2009 рік) |
| ----------------------------- | ----------------------------- | ----------------------------- | ----------------------------- | ----------------------------- |
| Віросповідання:               |                               |                               | Відсоток:                     |                               |
| православні                   | православні                   |                               | 59.4%                         | 59.4%                         |
| мусульмани                    | мусульмани                    |                               | 7.8%                          | 7.8%                          |
| інші                          | інші                          |                               | 1.7%                          | 1.7%                          |
| атеїсти                       | атеїсти                       |                               | 3.7%                          | 3.7%                          |
| агностики                     | агностики                     |                               | 27.4%                         | 27.4%                         |

Головні релігії й вірування, які сповідує, і конфесії та церковні організації, до яких відносить себе населення країни: православ'я — 59,4 %, іслам — 7,8 %, інші — 1,7 % (римо-католицтво, протестантизм, Вірменська апостольська церква, юдаїзм), не сповідують жодної — 3,7 %, не визначились — 27,4 % (станом на 2011 рік).

## Освіта
Рівень письменності 2015 року становив 98,4 % дорослого населення (віком від 15 років): 98,7 % — серед чоловіків, 98,1 % — серед жінок.
Державні витрати на освіту становлять 3,5 % ВВП країни, станом на 2012 рік (108-ме місце у світі). Середня тривалість освіти становить 15 років, для хлопців — до 15 років, для дівчат — до 15 років (станом на 2014 рік).

## Охорона здоров'я
Забезпеченість лікарями в країні на рівні 3,87 лікаря на 1000 мешканців (станом на 2012 рік). Забезпеченість лікарняними ліжками в стаціонарах — 6,4 ліжка на 1000 мешканців (станом на 2011 рік). Загальні витрати на охорону здоров'я 2014 року становили 8,4 % ВВП країни (71-ше місце у світі).
Смертність немовлят до 1 року, станом на 2015 рік, становила 8,66 ‰ (150-те місце у світі); хлопчиків — 9,73 ‰, дівчаток — 7,52 ‰. Рівень материнської смертності 2015 року становив 11 випадків на 100 тис. народжень (152-ге місце у світі).
Болгарія входить до складу ряду міжнародних організацій: Міжнародного руху (ICRM) і Міжнародної федерації товариств Червоного Хреста і Червоного Півмісяця (IFRCS), Дитячого фонду ООН (UNISEF), Всесвітньої організації охорони здоров'я (WHO).

### Захворювання
Кількість хворих на СНІД невідома, дані про відсоток інфікованого населення в репродуктивному віці 15-49 років відсутні. Дані про кількість смертей від цієї хвороби за 2014 рік відсутні.
Частка дорослого населення з високим індексом маси тіла 2014 року становила 25,6 % (72-ге місце у світі).

### Санітарія
Доступ до облаштованих джерел питної води 2015 року мало 99,6 % населення в містах і 99 % в сільській місцевості; загалом 99,4 % населення країни. Відсоток забезпеченості населення доступом до облаштованого водовідведення (каналізація, септик): в містах — 86,8 %, в сільській місцевості — 83,7 %, загалом по країні — 86 % (станом на 2015 рік). Споживання прісної води, станом на 2009 рік, дорівнює 6,12 км³ на рік, або 821,8 тонни на одного мешканця на рік: з яких 16 % припадає на побутові, 68 % — на промислові, 16 % — на сільськогосподарські потреби.

## Соціально-економічне положення
Співвідношення осіб, що в економічному плані залежать від інших, до осіб працездатного віку (15-64 роки) загалом становить 51,9 % (станом на 2015 рік): частка дітей — 21,5 %; частка осіб похилого віку — 30,4 %, або 3,3 потенційно працездатних на 1 пенсіонера. Загалом дані показники характеризують рівень затребуваності державної допомоги в секторах освіти, охорони здоров'я і пенсійного забезпечення, відповідно. За межею бідності 2014 року перебувало 21,8 % населення країни. Розподіл доходів домогосподарств в країні виглядає таким чином: нижній дециль — 2 %, верхній дециль — 35,2 % (станом на 2007 рік).
Станом на 2016 рік, уся країна була електрифікована, усе населення країни мало доступ до електромереж. Рівень проникнення інтернет-технологій високий. Станом на липень 2015 року в країні налічувалось 4,072 млн унікальних інтернет-користувачів (75-те місце у світі), що становило 56,7 % загальної кількості населення країни.

### Трудові ресурси
Загальні трудові ресурси 2015 року становили 2,535 млн осіб (113-те місце у світі). Зайнятість економічно активного населення у господарстві країни розподіляється таким чином: аграрне, лісове і рибне господарства — 7 %; промисловість і будівництво — 30,1 %; сфера послуг — 62,9 % (станом на 2014 рік). Безробіття 2015 року дорівнювало 10 % працездатного населення, 2014 року — 10,7 % (118-те місце у світі); серед молоді у віці 15-24 років ця частка становила 23,8 %, серед юнаків — 23,8 %, серед дівчат — 23,7 % (30-те місце у світі).

## Кримінал

### Наркотики

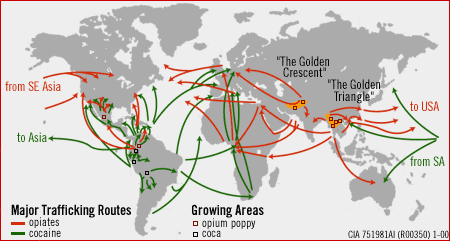
Світові маршрути наркотрафіку

Головний європейський перевалочний пункт для південно-східноазійського героїну, південноамериканського кокаїну на європейський ринок; незначний виробник перкурсорів; через корупцію країна уразлива до відмивання грошей організованої злочинності через фінансові установи (оцінка ситуації 2008 року).

### Торгівля людьми
Згідно зі щорічною доповіддю про торгівлю людьми (англ. Trafficking in Persons Report) Управління з моніторингу та боротьби з торгівлею людьми Державного департаменту США, уряд Болгарії докладає значних зусиль в боротьбі з явищем примусової праці, сексуальної експлуатації, незаконною торгівлею внутрішніми органами, але законодавство відповідає мінімальним вимогам американського закону 2000 року щодо захисту жертв (англ. Trafficking Victims Protection Act’s) не в повній мірі, країна знаходиться у списку другого рівня.

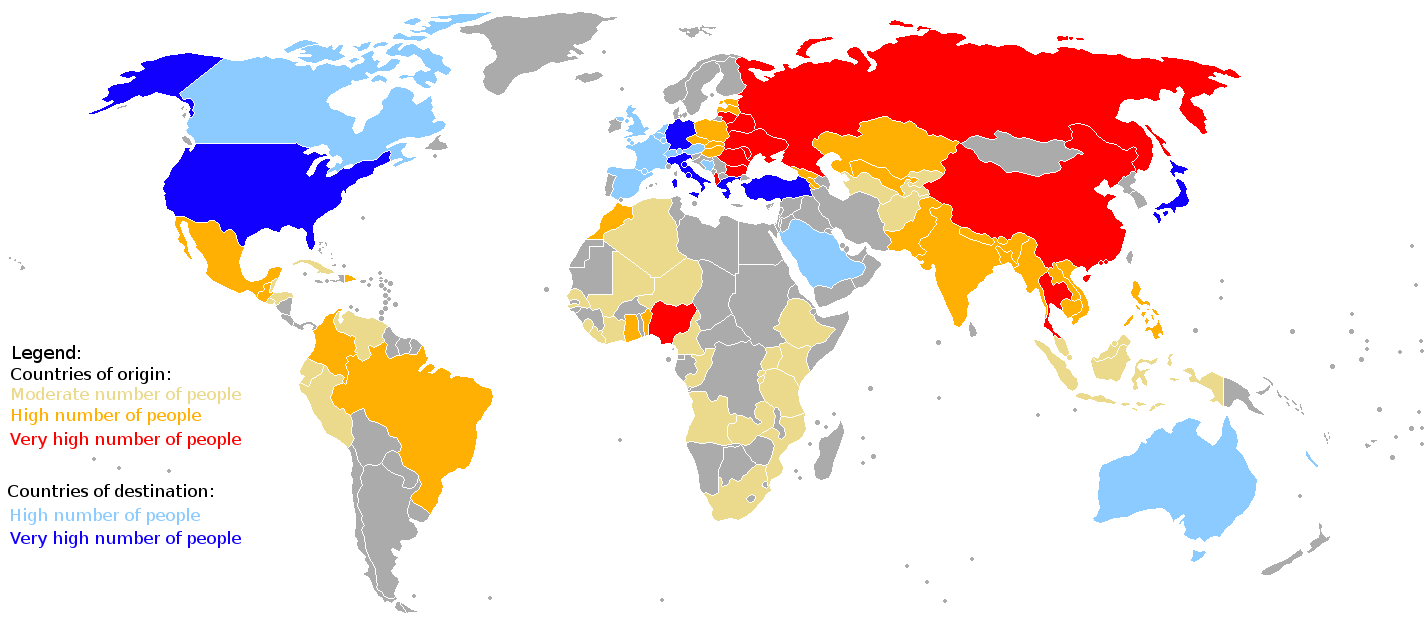
Країни-донори (червоний) і країни-реципієнти кримінальних потоків  (англ.)
Глобальна боротьба з торгівлею людьми (англ.)

## Гендерний стан
Статеве співвідношення (оцінка 2015 року):
- при народженні — 1,06 особи чоловічої статі на 1 особу жіночої;
- у віці до 14 років — 1,06 особи чоловічої статі на 1 особу жіночої;
- у віці 15-24 років — 1,09 особи чоловічої статі на 1 особу жіночої;
- у віці 25-54 років — 1,05 особи чоловічої статі на 1 особу жіночої;
- у віці 55-64 років — 0,88 особи чоловічої статі на 1 особу жіночої;
- у віці старше за 64 роки — 0,69 особи чоловічої статі на 1 особу жіночої;
- загалом — 0,95 особи чоловічої статі на 1 особу жіночої[1].

## Демографічні дослідження
Демографічні дослідження в країні ведуться рядом державних і наукових установ:
- Болгарський національний статистичний інститут (болг. Национален статистически институт).

## Демографічна політика
Поступове зменшення кількості болгарського населення перешкоджає економічному зростанню та поліпшенню добробуту, а заходи управління, зроблені для пом'якшення негативних наслідків, не враховують сутність проблеми. Програма уряду на період 2017 - 2021 рр. є першою, яка спрямована на скасування тенденції. Програма також визначає пріоритетні засоби для досягнення цієї мети: заходи щодо підвищення народжуваності, зменшення еміграції молоді та створення регуляторної та інституційної спроможності для впровадження сучасної імміграційної політики, що відповідає потребам болгарського бізнесу.

### Українською
- Атлас. 10-11 клас. Економічна і соціальна географія світу / упорядники :  О. Я. Скуратович, Н. І. Чанцева. — К. : ДНВП «Картографія», 2010. — ISBN 978-966-475-639-3.
- Атлас світу / голов. ред. І. С. Руденко ; зав. ред. В. В. Радченко ; відп. ред. О. В. Вакуленко. — К. : ДНВП «Картографія», 2005. — 336 с. — ISBN 9666315467.
- Безуглий В. В. Економічна і соціальна географія зарубіжних країн : Навчальний посібник. — К. : ВЦ «Академія», 2007. — 704 с. — ISBN 978-966-580-239-6.
- Безуглий В. В., Козинець С. В. Регіональна економічна і соціальна географія світу : Навчальний посібник. — видання 2-ге, доп., перероб. — К. : ВЦ «Академія», 2007. — 688 с. — ISBN 966-580-144-9.
- Гудзеляк І. І. Географія населення: Навчальний посібник / І. Гудзеляк. — Л. : Видавничий центр ЛНУ імені Івана Франка, 2008. — 232 с. — ISBN 978-966-613-599-8.
- Дахно І. І. Країни світу: Енциклопедичний довідник / І. І. Дахно, С. М. Тимофієв. — К. : Мапа, 2011. — 606 с. — (Бібліотека нового українця) — ISBN 978-966-8804-23-6.
- Дахно І. І. Економічна географія зарубіжних країн : навчальний посібник. — К. : Центр учбової літератури, 2014. — 319 с. — ISBN 978-611-01-0682-5.
- Джаман В. О. Регіональні системи розселення: демографічні аспекти. — Чернівці : Рута, 2003. — 392 с. — ISBN 9665685988.
- Дорошенко Л. С. Демографія: Навчальний посібник. — К. : МАУП, 2005. — 112 с. — ISBN 966-608-442-2.
- Дубович І. А. Країнознавчий словник-довідник. — 5-те вид., перероб. і доп. — К. : Знання, 2008. — 839 с. — ISBN 978-966-346-330-8.
- Економічна і соціальна географія країн світу. Навчальний посібник / За ред. Кузика С. П. — Л. : Світ, 2002. — 672 с. — ISBN 966-603-178-7.
- Загальна медична географія світу / В. О. Шевченко [та ін.] — К. : [б.в.], 1998. — 178 с.
- Крисаченко В. С. Динаміка населення: Популяційні, етнічні та глобальні виміри. — К. : Видавництво Національного інституту стратегічних досліджень, 2005. — 368 с. — ISBN 966-554-083-1.
- Любіцева О. О., Мезенцев К. В., Павлов С. В. Географія релігій. — К. : АртЕК, 1999. — 504 с. — ISBN 966-505-006-0.
- Масляк П. О. Країнознавство. — К. : Знання, 2007. — 292 с. — (Вища освіта XXI століття)
- Масляк П. О., Дахно І. І. Економічна і соціальна географія світу / П. О. Масляк, І. І. Дахно ; за ред. П. О. Масляка. — К. : Вежа, 2003. — 280 с. — ISBN 966-7091-53-8.

### Російською
- (рос.) Болгария // Демографический энциклопедический словарь / главн. ред. Валентей Д. И. — М. : Советская энциклопедия, 1985. — 608 с.
- (рос.) Болгария // Страны и народы. Зарубежная Европа. Восточная Европа / Редкол. : В. П. Максаковский (отв. ред.), Ю. В. Иванова и др. — М. : «Мысль», 1980. — 349 с. — (Страны и народы) — 180 тис. прим.
- (рос.) Атлас народов мира / Отв. ред. С. И. Брук и В. С. Апенченко. — М. : ГУГК ГГК СССР и Институт этнографии им. Н. Н. Миклухо-Маклая АН СССР, 1964. — 185 с. — 20 тис. прим.
- (рос.) Численность и расселение народов мира. Этнографические очерки / под ред. С. И. Брука. — М. : Издательство АН СССР, 1962. — 487 с.
- (рос.) Лаппо Г. М. География городов: Учебное пособие для географических факультетов вузов. — М. : Туманит, изд. центр ВЛАДОС, 1997. — 476 с. — ISBN 5-691-00047-0.
- (рос.) Урланис Б. Ц. Рост населения в Европе (опыт исчисления). — М. : ОГИЗ-Госполитиздат, 1941. — 436 с.
- (рос.) Ягельский А. География населения. — М. : Прогресс, 1980. — 383 с.